# Crazy (Bazzi)
Crazy è un singolo del cantautore statunitense Bazzi, pubblicato il 20 agosto 2020 su etichetta discografica iamcosmic, facente parte della famiglia della Atlantic Records.

## Tracce
1. Crazy – 2:25